# العلاقات الغينية المصرية
العلاقات الغينية المصرية هي العلاقات الثنائية التي تجمع بين غينيا ومصر.

## مقارنة بين البلدين
هذه مقارنة عامة ومرجعية للدولتين:
| وجه المقارنة                                              | غينيا       | مصر           |
| --------------------------------------------------------- | ----------- | ------------- |
| المساحة (كم2)                                             | 245.86 ألف  | 1.01 مليون    |
| عدد السكان (نسمة)                                         | 12.72 مليون | 94.80 مليون   |
| الكثافة السكانية (ن./كم²)                                 | 51.74       | 93.86         |
| العاصمة                                                   | كوناكري     | القاهرة       |
| اللغة الرسمية                                             | لغة فرنسية  | اللغة العربية |
| العملة                                                    | فرنك غيني   | جنيه مصري     |
| الناتج المحلي الإجمالي (بليون دولار)                      | 10.50 مليار | 235.37 مليار  |
| الناتج المحلي الإجمالي (تعادل القوة الشرائية) بليون دولار | 15.24 مليار | 998.67 مليار  |
| الناتج المحلي الإجمالي الاسمي للفرد دولار أمريكي          | 531         | 3.61 ألف      |
| الناتج المحلي الإجمالي للفرد دولار أمريكي                 | 1.22 ألف    |               |
| مؤشر التنمية البشرية                                      | 0.411       | 0.690         |
| رمز المكالمات الدولي                                      | +224        | +20           |
| رمز الإنترنت                                              | .gn         | .eg، .مصر     |
| المنطقة الزمنية                                           | 00          | ت ع م+02:00   |

## منظمات دولية مشتركة
يشترك البلدان في عضوية مجموعة من المنظمات الدولية، منها:
| علم المنظمة | اسم المنظمة                               | تاريخ انضمام غينيا | تاريخ انضمام مصر |
| ----------- | ----------------------------------------- | ------------------ | ---------------- |
|             | مؤسسة التنمية الدولية                     | 26 سبتمبر 1969     | 26 أكتوبر 1960   |
|             | يونسكو                                    | 2 فبراير 1960      | 22 يناير 1947    |
|             | وكالة ضمان الاستثمار متعدد الأطراف        | 5 أكتوبر 1995      | 12 أبريل 1988    |
|             | الأمم المتحدة                             | 12 ديسمبر 1958     | 24 أكتوبر 1945   |
|             | الفريق المعني برصد الأرض                  | ?                  | فبراير 2005      |
|             | الاتحاد البريدي العالمي                   | ?                  | ?                |
|             | البنك الدولي للإنشاء والتعمير             | 28 سبتمبر 1963     | 27 ديسمبر 1945   |
|             | منظمة التعاون الإسلامي                    | ?                  | 25 سبتمبر 1969   |
|             | مؤسسة التمويل الدولية                     | 22 أكتوبر 1982     | 20 يوليو 1956    |
|             | المركز الدولي لتسوية المنازعات الاستشارية | 4 ديسمبر 1968      | 2 يونيو 1972     |
|             | منظمة التجارة العالمية                    | 25 أكتوبر 1995     | 30 يونيو 1995    |
|             | منظمة الشرطة الجنائية الدولية             | ?                  | 7 سبتمبر 1923    |
|             | الاتحاد الأفريقي                          | 1963               | 9 يوليو 2002     |
|             | البنك الإفريقي للتنمية                    | ?                  | 10 سبتمبر 1964   |

## وصلات خارجية
- موقع وزارة الخارجية المصرية